# Alopecosa huabanna
Alopecosa huabanna este o specie de păianjeni din genul Alopecosa, familia Lycosidae, descrisă de Chen, Song și Gao în anul 2000. Conform Catalogue of Life specia Alopecosa huabanna nu are subspecii cunoscute.